# NGC 7747
NGC 7747 (również PGC 72328 lub UGC 12772) – galaktyka spiralna z poprzeczką (SBb), znajdująca się w gwiazdozbiorze Pegaza. Odkrył ją Édouard Jean-Marie Stephan 23 września 1873 roku. Jest zaliczana do radiogalaktyk.